# Sporophile faux-bouvron
Sporophila bouvronides
Espèce
Statut de conservation UICN

 LC  : Préoccupation mineure
Le Sporophile faux-bouvron (Sporophila bouvronides) est une espèce de passereau appartenant à la famille des Thraupidae.

## Répartition

Son aire se nidification s'étend à travers les zones littorales septentrionales de l'Amérique du Sud.

## Habitat
Il habite les zones de broussailles humides tropicales et subtropicales et les forêts primaires fortement dégradées.